# Strzępiak jasnobrzegi

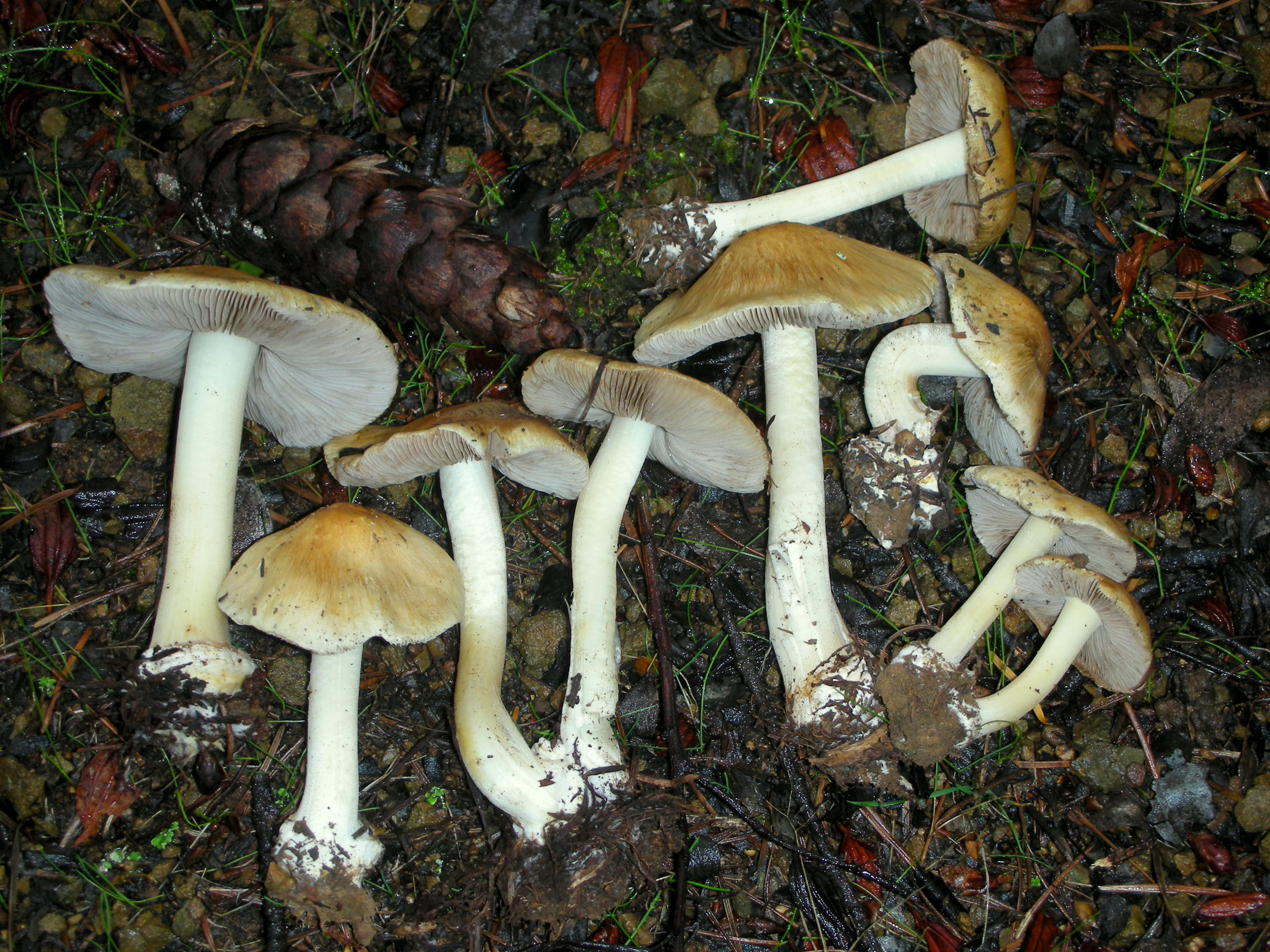

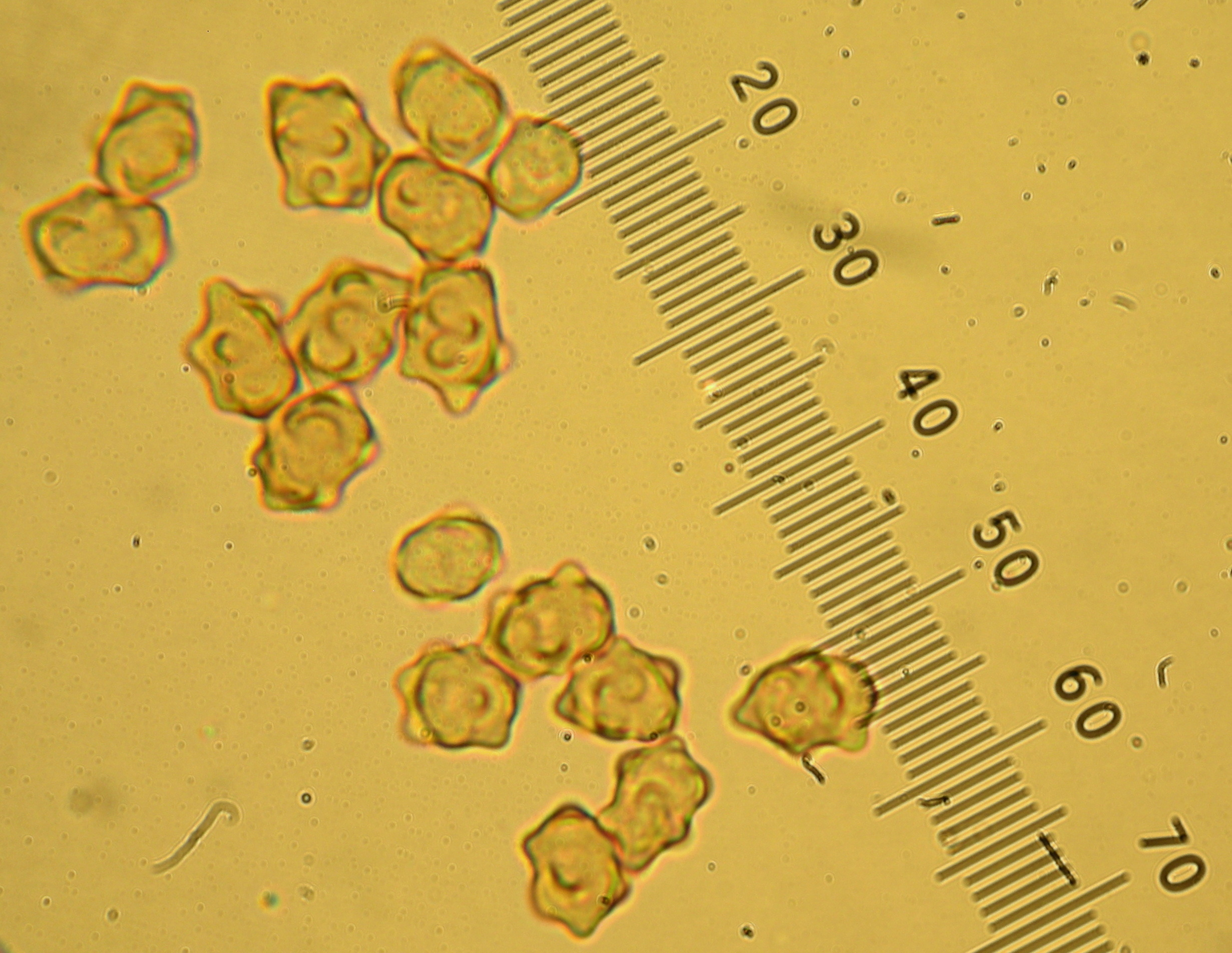
Zarodniki

Strzępiak jasnobrzegi (Inocybe mixtilis (Britzelm.) Sacc.) – gatunek grzybów należący do rodziny strzępiakowatych (Inocybaceae).

## Systematyka i nazewnictwo
Pozycja w klasyfikacji według Index Fungorum: Inocybe, Inocybaceae, Agaricales, Agaricomycetidae, Agaricomycetes, Agaricomycotina, Basidiomycota, Fungi.
Po raz pierwszy zdiagnozował go w 1885 r. Max Britzelmayr nadając mu nazwę Agaricus mixtilis. Obecną, uznaną przez Index Fungorum nazwę nadał mu Pier Andrea Saccardo w 1887 r.
Synonimy:
- Agaricus mixtilis Britzelm. 1885
- Inocybe mixtilis var. aurata Alessio 1980

Nazwę polską zaproponował Władysław Wojewoda w 2003 r. Andrzej Nespiak w 1990 r. opisywał go pod nazwą strzępiak mieszany.

## Morfologia
Kapelusz
Średnica 3–4,5 cm, początkowo stożkowaty, potem płasko rozpostarty z garbkiem. Brzeg początkowo nieco podwinięty, potem wyprostowujący się i odginający w górę. Powierzchnia na środku gładka lub nieco pilśniowata, żółtawa lub ochrowa, przy brzegu włóknisto-pasemkowata i jasna.
Blaszki
Zatokowato wycięte, z blaszeczkami. Początkowo jasnoszare, potem ochrowe, ale zawsze z szarym odcieniem. Ostrza delikatnie orzęsione.
Trzon
Wysokość 3–6 cm, grubość 0,6–0,8 cm, walcowaty, z głęboko w ziemi tkwiąca i łatwo odłamującą się bulwką. Powierzchnia u młodych owocników biaława, potem o barwie od żółtawej do jasnoochrowej. Jest oszroniona na całej długości.
Miąższ
W kapeluszu białawy, w trzonie o barwie od białawej do kremowej i włóknisty. Zapach pyłu.
Cechy mikroskopowe
Zarodniki 7–10 × 5–7 µm, z nielicznymi i mało wydatnymi guzkami. Podstawki 25–30 × 7,5–9 µm. Cheilocystydy i pleurocystydy 35–50(–60) × 14–20(–22) µm i ścianie grubości do 3 µm. Kaulocystydy podobne, przy podstawie trzonu liczne.

## Występowanie i siedlisko
Znane jest występowanie strzępiaka jasnobrzegiego w Ameryce Północnej, Europie, Korei i na Nowej Zelandii. W piśmiennictwie naukowym na terenie Polski do 2003 r. podano wiele stanowisk.
Grzyb mikoryzowy. Rośnie na ziemi w lasach iglastych, zwłaszcza sosnowych, rzadziej w lasach liściastych, parkach, na obrzeżach dróg. Spotykany w pobliżu jodły pospolitej, świerka pospolitego, sosny pospolitej, rzadziej dębów. Owocniki pojawiają się głównie latem (zwłaszcza w sierpniu).